# 寧德黃龍
寧德黃龍（1991年7月18日—），男，出生於寧平省華閭縣，越南男高音歌唱家、歌劇及音樂劇演員。他畢業於越南國立藝術教育大學、越南國家音樂學院和李斯特音乐学院。2016年在匈牙利塞格德《Simandy Jozsef International Singing Competition》（约瑟夫·西曼迪國際歌唱比賽）第九季上獲得一等獎，並於2018年在下一季中繼續獲得一等獎。